# Aleksy Nehring
Aleksy Nehring (ur. 6 grudnia 1891 w Petersburgu, zm. 4 lipca 1916 pod Kościuchnówką) – podporucznik Legionów Polskich, działacz niepodległościowy, kawaler Orderu Virtuti Militari.

## Życiorys
Urodził się 6 grudnia 1891 w Petersburgu, w rodzinie Józefa i Aleksandry z Kloppenburgów. Ojciec był z wykształcenia i zawodu inżynierem, pochodzącym z rodziny ziemiańskiej ziemi płockiej, a matka była córką Piotra Kloppenburga, Estończyka, doktora medycyny. W 1893 wyjechał do Białegostoku, gdzie ojciec otrzymał posadę dyrektora wodociągów miejskich. Ukończył sześć klas w miejscowej szkole realnej. W 1906 wrócił do Rosji, gdzie ojciec otrzymał bardzo intratną posadę dyrektora fabryki chemicznej w osadzie Wołga guberni jarosławskiej. Ponieważ w najbliższym mieście – Rybińsku nie było szkoły realnej, naukę kontynuował w Szkole Szlenberga w Petersburgu. W 1909, po ukończeniu szkoły, wyjechał do Lwowa, gdzie rozpoczął studia w Szkole Politechnicznej. W tym samym roku został członkiem Związku Strzeleckiego. Od 6 sierpnia 1914 w Legionach Polskich, oficer 3 kompanii 5 pułku piechoty Legionów Polskich z którym walczył podczas I wojny światowej.
Szczególnie odznaczył się podczas walk pod Łowiczówkiem i Limanową, gdzie „przyczynił się do utrzymania dyscypliny podczas krytycznej dla pułku sytuacji. Pod Konarami /18 V 1915/ rzetelnie kierował działaniami osłonowymi wycofującego się baonu”. Za tę postawę został odznaczony Orderem Virtuti Militari. Poległ w walce podczas bitwy pod Kostiuchnówką.
Był kawalerem.

## Ordery i odznaczenia
- Krzyż Srebrny Orderu Wojskowego Virtuti Militari nr 6484[1][2] – pośmiertnie, 17 maja 1922[3][4]
- Krzyż Niepodległości –  pośmiertnie, 19 grudnia 1930 „za pracę w dziele odzyskania niepodległości”[5]
- Złoty Krzyż Zasługi[1]
- Znak oficerski „Parasol”[6]